# Багадя (Кобяйский улус)
Багадя́ (якут. Баҕадьа) — село в Кобяйском улусе Республики Саха (Якутия) России. Административный центр Люччегинского 1-го наслега.

## География
Село находится в центральной части Якутии, в пределах Центральноякутской низменности, на восточном берегу озера Багадя, на расстоянии примерно 183 км (по прямой) к западу-юго-западу (WSW) от посёлка Сангар, административного центра улуса. Абсолютная высота — 122 м над уровнем моря.
Климат
Климат характеризуется как резко континентальный, с продолжительной морозной зимой и коротким летом. Средняя температура воздуха самого тёплого месяца (июля) составляет 10 °C; самого холодного (января) — −40 °C. Среднегодовое количество атмосферных осадков составляет 200—250 мм. Снежный покров держится в течение 205—215 дней в году.
Часовой пояс
Село Багадя находится в часовой зоне МСК+6. Смещение применяемого времени относительно UTC составляет +9:00.

## Население
| 1989 | 2002 | 2010 | 2021 |
| ---- | ---- | ---- | ---- |
| 100  | ↗165 | ↘156 | ↗180 |

Половой состав
По данным Всероссийской переписи населения 2010 года в гендерной структуре населения мужчины составляли 48,7 %, женщины — соответственно 51,3 %.
Национальный состав
Согласно результатам переписи 2002 года, в национальной структуре населения якуты составляли 99 % из 165 чел.

## Улицы
| - ул. А.А. Захарова, - ул. В.Ф. Егорова, | - ул. К.Н. Яковлева, - ул. С.А. Иванова. |